# Aristolochia paulistana
Aristolochia paulistana är en piprankeväxtart som beskrevs av Frederico Carlos Hoehne. Aristolochia paulistana ingår i släktet piprankor, och familjen piprankeväxter. Inga underarter finns listade i Catalogue of Life.